# Six Feet Under (gruppo musicale)
I Six Feet Under sono un gruppo death metal statunitense nato nel 1993.

## Storia del gruppo
I Six Feet Under nascono nel 1993 come progetto parallelo di Chris Barnes dei Cannibal Corpse e Allen West degli Obituary. Poco dopo il bassista Terry Butler (già compagno di gruppo di West nei Massacre) ed il batterista Greg Gall completano la formazione. Nel 1995 esce l'album di debutto Haunted il quale riceve buone critiche anche per le influenze rock/grunge. Barnes fa dei Six Feet Under il suo gruppo principale e nel 1995 lascia i Cannibal Corpse durante le registrazioni dell'album Vile.

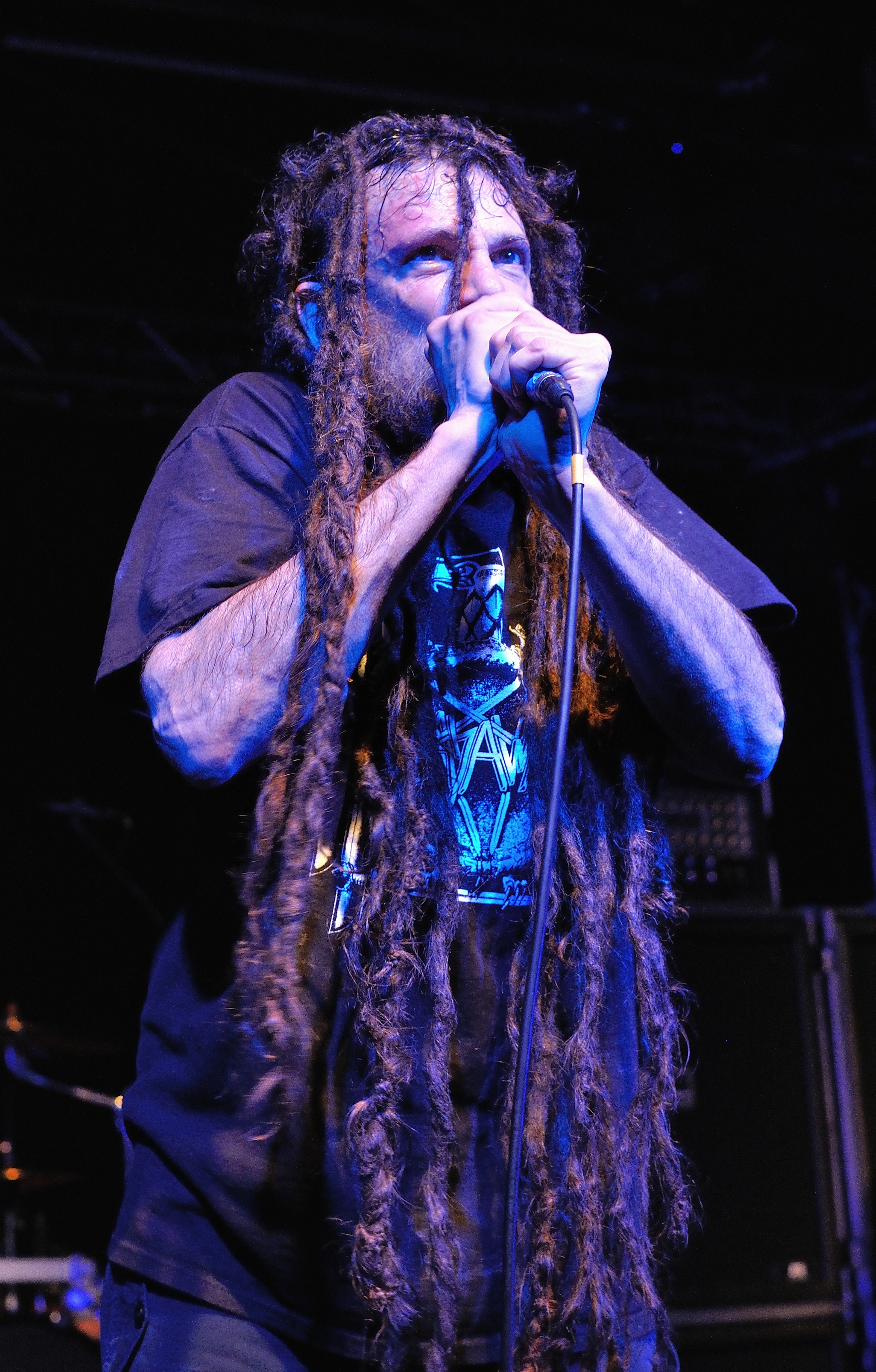
Chris Barnes, 2015

Nel 1996 il gruppo pubblica l'EP Alive and Dead e nel 1997 esce il secondo album intitolato Warpath. L'anno seguente West lascia il gruppo per concentrarsi sul suo gruppo principale, gli Obituary, e in sostituzione viene scelto Steve Swanson dei Massacre. Nel 1999 esce il terzo album Maximum Violence, il quale tratta tematiche più violente rispetto ai lavori precedenti. L'anno seguente il gruppo pubblica Graveyard Classics, un album totalmente costituito di cover di artisti come Jimi Hendrix, Deep Purple, Black Sabbath e Dead Kennedys.
Nel 2001 esce True Carnage. L'album contiene le partecipazioni speciali del rapper Ice-T nella canzone One Bullet Left e della cantante dei Crisis Karyn Crisis in Sick and Twisted. Nel 2003 esce Bringer of Blood, il quale presenta un sound più cupo rispetto al precedente.
L'uscita successiva del gruppo è Graveyard Classics II. A differenza del primo capitolo che presentava cover di vari artisti, Graveyard Classics II è una riproposizione in chiave death metal dell'album Back in Black degli AC/DC.
13, pubblicato nel 2005, segna il ritorno ad un sound più vicino a quello di True Carnage. Nel 2007 esce Commandment seguito nel 2008 da Death Rituals. Nel gennaio 2010 viene dato alle stampe Graveyard Classics III.
Nel febbraio 2011 Greg Gall e Terry Butler abbandonano il gruppo. Successivamente viene annunciato come nuovo batterista Kevin Talley, famoso per i suoi trascorsi in gruppi come Dying Fetus, Chimaira e Dååth.

## Stile musicale
I Six Feet Under si differenziano dalla maggior parte dei gruppi death metal in quanto non basano la loro musica sulla velocità di esecuzione e sull'utilizzo del blast beat. Il gruppo fa un grande uso di mid-tempo e groove più difficili da trovare nel death metal tradizionale. Dal punto di vista del cantato Chris Barnes è considerato uno dei pionieri del growl, che esegue a tonalità molto basse ed occasionalmente viene alternato allo scream. Le tematiche sono incentrate sulla violenza, sulla morte, sulla politica e sulla legalizzazione della marijuana.

## Formazione

### Attuale
- Chris Barnes – voce (1993-presente)
- Steve Swanson – chitarra (1998-presente)
- Jeff Hughell – basso (2012-presente)
- Marco Pitruzzella – batteria (2013-presente)

### Ex componenti
- Allen West – chitarra (1993-1998)
- Rob Arnold – chitarra (2011-2012)
- Ola Englund – chitarra (2012-2013)
- Terry Butler – basso (1993-2011)
- Matt DeVries – basso (2011-2012)
- Greg Gall – batteria (1993-2011)
- Kevin Talley – batteria (2011-2013)

## Discografia

### Album in studio
- 1995 – Haunted
- 1997 – Warpath
- 1999 – Maximum Violence
- 2001 – True Carnage
- 2003 – Bringer of Blood
- 2005 – 13
- 2007 – Commandment
- 2008 – Death Rituals
- 2012 – Undead
- 2013 – Unborn
- 2015 – Crypt of the Devil
- 2017 – Torment
- 2020 – Nightmares of the Decomposed
- 2024 - Killing for Revenge

### Album dal vivo
- 2002 – Double Dead Redux

### Album tributo
- 2000 – Graveyard Classics
- 2004 – Graveyard Classics II
- 2010 – Graveyard Classics III
- 2016 – Graveyard Classics IV: The Number of the Priest

### Extended play
- 1996 – Alive and Dead
- 2018 – Unburied

### Singoli
- 2000 – Bonus Disc - Recorded Live on Tour Oct. 1999
- 2003 – Bringer of Blood
- 2003 – Amerika the Brutal

## Videografia

### Album video
- 2001 – Maximum Video
- 2003 – Double Dead
- 2004 – Live with Full Force & Maximum Video
- 2005 – A Decade in the Grave